# نهائي كأس إسكتلندا 1947
نهائي كأس اسكتلندا 1947 هي المباراة النهائية من منافسة كأس المملكة المتحدة 1946–47، أقيمت المباراة في 19 أبريل 1947، في هامبدن بارك، بين فريقي نادي أبردين، ونادي هيبرنيان، وفاز فيها نادي أبردين، بعد أن هزم نادي هيبرنيان، بنتيجة 2 - 1، وحضر المباراة 82140 شخصاً.

## تفاصيل المباراة
لعبت المباراة النهائية في 19 أبريل 1947.
| نادي أبردين | 2 -1 | نادي هيبرنيان |
| ----------- | ---- | ------------- |
|             |      |               |